# Safia placida
Safia placida là một loài bướm đêm trong họ Noctuidae.